# 広島平和記念都市建設法に関する住民投票
広島平和記念都市建設法に関する住民投票（ひろしまへいわきねんとしけんせつほうにかんするじゅうみんとうひょう）は、1949年（昭和24年）7月7日に広島県広島市で投開票が行われた住民投票である。地方自治特例法の広島平和記念都市建設法に基づく、日本国憲法第95条による初の住民投票である。

## 概要
人類史上初の米軍による原子爆弾で壊滅した広島市を、平和記念都市として建設するために1949年5月に都市建設法が成立、7月に住民投票で賛成が多数となった。

## 投票結果
9割以上の賛成となった。
| 広島平和記念都市建設法に関する住民投票 | 広島平和記念都市建設法に関する住民投票 | 広島平和記念都市建設法に関する住民投票 |
| 賛 否                                  | 得票数                                 | 得票率                                 |
| -------------------------------------- | -------------------------------------- | -------------------------------------- |
| 賛成                                   | 71,852                                 | 91.89%                                 |
| 反対                                   | 6,340                                  | 8.11%                                  |
| 総計                                   | 78,192                                 | 100.0%                                 |
| 有効票数（有効率）                     | 78,192                                 | 99.02%                                 |
| 無効票数（無効率）                     | 770                                    | 0.98%                                  |
| 投票者数（投票率）                     | 78,962                                 | 65.02%                                 |
| 棄権者数（棄権率）                     | 42,475                                 | 34.98%                                 |
| 有権者数                               | 121,437                                | 100.0%                                 |

## 投票後
特別法の施行を受けて戦災復興補助金は1950年度から増額され、平和記念公園や平和大通りの整備を中心に、1955年度までに約9億2000万円の助成を受けた。また旧軍用地などの国有地の無償譲渡を受けて、広島市民病院が建設された。